# 12e étape du Tour d'Espagne 2022
Pour un article plus général, voir Tour d'Espagne 2022.
La 12e étape du Tour d'Espagne 2022 se déroule le jeudi 1er septembre 2022 de Salobreña aux Peñas Blancas à Estepona (Andalousie), sur une distance de 192,7 km.

## Parcours
Cette étape longe une bonne partie de la Costa del Sol d'est en ouest jusqu'à la station balnéaire d'Estepona. Sans aucune difficulté pendant les 173 premiers kilomètres, la route s'élève subitement dès la sortie d'Estepona pour gravir les Peñas Blancas, un long col de 19 km avec une pente moyenne de 6,7 % (col de première catégorie).

## Déroulement de la course
Après une quarantaine de kilomètres de course, un important groupe de 32 coureurs s'échappe et creuse progressivement un écart sur le peloton. Parmi ces échappés, le mieux classé au classement général est le Néerlandais Wilco Kelderman (Bora-Hansgrohe), 21e du classement général à 14 min 04 s. Richard Carapaz (Ineos Grenadiers) fait aussi partie dans ce groupe ainsi que le porteur du maillot à pois et vainqueur de deux étapes Jay Vine (Alpecin). À 66 kilomètres du but, l'Italien Samuele Battistella (Astana) part seul à l'attaque mais il est repris par le groupe 24 kilomètres plus loin. Dans le peloton, le maillot rouge Remco Evenepoel chute mais parvient à revenir à 40 kilomètres de l'arrivée, l'écart des 32 échappés sur le peloton dépassant à ce moment les 11 minutes et 40 secondes. Au pied des 19 kilomètres de l'ascension finale des Peñas Blancas, le groupe de tête comptabilise encore une avance substantielle de 10 min 50 s sur le peloton. Dès les premières pentes, l'échappée commence à perdre des unités. À 7 km du sommet, elle compte encore 9 hommes et 9 minutes sur le groupe maillot rouge. Dans les 5 derniers kilomètres, les attaques se succèdent dans le groupe de tête et, sous la banderole des 2 kilomètres, l'Équatorien Richard Carapaz place une attaque tranchante et s'envole seul vers la victoire. Dans le groupe maillot rouge, Enric Mas (Movistar) essaie de distancer ses adversaires à 5 km du sommet mais Evenepoel saute tout de suite dans sa roue et annihile cette attaque. Les cinq premiers du classement général se neutralisent et arrivent à plus de 7 minutes du vainqueur.

## Résultats

### Classement de l'étape
| \| Classement de l'étape \| Classement de l'étape \| Classement de l'étape \| Classement de l'étape \| Classement de l'étape \| \| Coureur \| Coureur \| Pays \| Équipe \| Temps \| \| --------------------- \| --------------------- \| --------------------- \| --------------------- \| --------------------- \| \| 1er \| Richard Carapaz \| Équateur \| Ineos Grenadiers \| 4 h 38 min 26 s \| \| 2e \| Wilco Kelderman \| Pays-Bas \| Bora-Hansgrohe \| + 9 s \| \| 3e \| Marc Soler \| Espagne \| UAE Team Emirates \| + 24 s \| \| 4e \| Jan Polanc \| Slovénie \| UAE Team Emirates \| + 26 s \| \| 5e \| Marco Brenner \| Allemagne \| Team DSM \| + 34 s \| \| 6e \| Élie Gesbert \| France \| Arkéa-Samsic \| + 56 s \| \| 7e \| Jay Vine \| Australie \| Alpecin-Deceuninck \| + 1 min 12 s \| \| 8e \| Carl Fredrik Hagen \| Norvège \| Israel-Premier Tech \| + 1 min 23 s \| \| 9e \| James Shaw \| Royaume-Uni \| EF Education-EasyPost \| + 3 min 04 s \| \| 10e \| Matteo Fabbro \| Italie \| Bora-Hansgrohe \| + 3 min 17 s \| |                    |             |                       |                 |
| |                    |             |                       |                 |
| Source : ProCyclingStats |                    |             |                       |                 |
| Classement de l'étape |                    |             |                       |                 |
| Coureur | Coureur            | Pays        | Équipe                | Temps           |
| 1er | Richard Carapaz    | Équateur    | Ineos Grenadiers      | 4 h 38 min 26 s |
| 2e | Wilco Kelderman    | Pays-Bas    | Bora-Hansgrohe        | + 9 s           |
| 3e | Marc Soler         | Espagne     | UAE Team Emirates     | + 24 s          |
| 4e | Jan Polanc         | Slovénie    | UAE Team Emirates     | + 26 s          |
| 5e | Marco Brenner      | Allemagne   | Team DSM              | + 34 s          |
| 6e | Élie Gesbert       | France      | Arkéa-Samsic          | + 56 s          |
| 7e | Jay Vine           | Australie   | Alpecin-Deceuninck    | + 1 min 12 s    |
| 8e | Carl Fredrik Hagen | Norvège     | Israel-Premier Tech   | + 1 min 23 s    |
| 9e | James Shaw         | Royaume-Uni | EF Education-EasyPost | + 3 min 04 s    |
| 10e | Matteo Fabbro      | Italie      | Bora-Hansgrohe        | + 3 min 17 s    |

## Classements à l'issue de l'étape

### Classement général
| \| Classement général \| Classement général \| Classement général \| Classement général \| Classement général \| \| Coureur \| Coureur \| Pays \| Équipe \| Temps \| \| ------------------ \| ------------------ \| ------------------ \| ---------------------- \| ------------------ \| \| 1er \| Remco Evenepoel \| Belgique \| Quick-Step Alpha Vinyl \| 44 h 25 min 09 s \| \| 2e \| Primož Roglič \| Slovénie \| Jumbo-Visma \| + 2 min 41 s \| \| 3e \| Enric Mas \| Espagne \| Movistar Team \| + 3 min 03 s \| \| 4e \| Carlos Rodríguez \| Espagne \| Ineos Grenadiers \| + 4 min 06 s \| \| 5e \| Juan Ayuso \| Espagne \| UAE Team Emirates \| + 4 min 53 s \| \| 6e \| Wilco Kelderman \| Pays-Bas \| Bora-Hansgrohe \| + 6 min 28 s \| \| 7e \| Miguel Ángel López \| Colombie \| Astana Qazaqstan Team \| + 6 min 56 s \| \| 8e \| João Almeida \| Portugal \| UAE Team Emirates \| + 7 min 13 s \| \| 9e \| Jan Polanc \| Slovénie \| UAE Team Emirates \| + 8 min 00 s \| \| 10e \| Tao Geoghegan Hart \| Royaume-Uni \| Ineos Grenadiers \| + 8 min 05 s \| |                    |             |                        |                  |
| |                    |             |                        |                  |
| Source : ProCyclingStats |                    |             |                        |                  |
| Classement général |                    |             |                        |                  |
| Coureur | Coureur            | Pays        | Équipe                 | Temps            |
| 1er | Remco Evenepoel    | Belgique    | Quick-Step Alpha Vinyl | 44 h 25 min 09 s |
| 2e | Primož Roglič      | Slovénie    | Jumbo-Visma            | + 2 min 41 s     |
| 3e | Enric Mas          | Espagne     | Movistar Team          | + 3 min 03 s     |
| 4e | Carlos Rodríguez   | Espagne     | Ineos Grenadiers       | + 4 min 06 s     |
| 5e | Juan Ayuso         | Espagne     | UAE Team Emirates      | + 4 min 53 s     |
| 6e | Wilco Kelderman    | Pays-Bas    | Bora-Hansgrohe         | + 6 min 28 s     |
| 7e | Miguel Ángel López | Colombie    | Astana Qazaqstan Team  | + 6 min 56 s     |
| 8e | João Almeida       | Portugal    | UAE Team Emirates      | + 7 min 13 s     |
| 9e | Jan Polanc         | Slovénie    | UAE Team Emirates      | + 8 min 00 s     |
| 10e | Tao Geoghegan Hart | Royaume-Uni | Ineos Grenadiers       | + 8 min 05 s     |

| Classement par points | Classement par points | Classement par points | Classement par points  | Classement par points |
| Coureur               | Coureur               | Pays                  | Équipe                 | Points                |
| --------------------- | --------------------- | --------------------- | ---------------------- | --------------------- |
| 1er                   | Mads Pedersen         | Danemark              | Trek-Segafredo         | 184 pts               |
| 2e                    | Marc Soler            | Espagne               | UAE Team Emirates      | 96 pts                |
| 3e                    | Samuele Battistella   | Italie                | Astana Qazaqstan Team  | 87 pts                |
| 4e                    | Remco Evenepoel       | Belgique              | Quick-Step Alpha Vinyl | 86 pts                |
| 5e                    | Fred Wright           | Royaume-Uni           | Bahrain Victorious     | 78 pts                |
| 6e                    | Primož Roglič         | Slovénie              | Jumbo-Visma            | 73 pts                |
| 7e                    | Enric Mas             | Espagne               | Movistar Team          | 61 pts                |
| 8e                    | Kaden Groves          | Australie             | BikeExchange-Jayco     | 60 pts                |
| 9e                    | Daniel McLay          | Royaume-Uni           | Arkéa-Samsic           | 56 pts                |
| 10e                   | Tim Merlier           | Belgique              | Alpecin-Deceuninck     | 56 pts                |

| Classement par points | Classement par points | Classement par points | Classement par points  | Classement par points |
| Coureur               | Coureur               | Pays                  | Équipe                 | Points                |
| --------------------- | --------------------- | --------------------- | ---------------------- | --------------------- |
| 1er                   | Mads Pedersen         | Danemark              | Trek-Segafredo         | 184 pts               |
| 2e                    | Marc Soler            | Espagne               | UAE Team Emirates      | 96 pts                |
| 3e                    | Samuele Battistella   | Italie                | Astana Qazaqstan Team  | 87 pts                |
| 4e                    | Remco Evenepoel       | Belgique              | Quick-Step Alpha Vinyl | 86 pts                |
| 5e                    | Fred Wright           | Royaume-Uni           | Bahrain Victorious     | 78 pts                |
| 6e                    | Primož Roglič         | Slovénie              | Jumbo-Visma            | 73 pts                |
| 7e                    | Enric Mas             | Espagne               | Movistar Team          | 61 pts                |
| 8e                    | Kaden Groves          | Australie             | BikeExchange-Jayco     | 60 pts                |
| 9e                    | Daniel McLay          | Royaume-Uni           | Arkéa-Samsic           | 56 pts                |
| 10e                   | Tim Merlier           | Belgique              | Alpecin-Deceuninck     | 56 pts                |

| Classement de la montagne | Classement de la montagne | Classement de la montagne | Classement de la montagne          | Classement de la montagne |
| Coureur                   | Coureur                   | Pays                      | Équipe                             | Points                    |
| ------------------------- | ------------------------- | ------------------------- | ---------------------------------- | ------------------------- |
| 1er                       | Jay Vine                  | Australie                 | Alpecin-Deceuninck                 | 40 pts                    |
| 2e                        | Robert Stannard           | Australie                 | Alpecin-Deceuninck                 | 21 pts                    |
| 3e                        | Marc Soler                | Espagne                   | UAE Team Emirates                  | 20 pts                    |
| 4e                        | Jimmy Janssens            | Belgique                  | Alpecin-Deceuninck                 | 17 pts                    |
| 5e                        | Thibaut Pinot             | France                    | Groupama-FDJ                       | 12 pts                    |
| 6e                        | Rubén Fernández           | Espagne                   | Cofidis                            | 11 pts                    |
| 7e                        | Louis Meintjes            | Afrique du Sud            | Intermarché-Wanty-Gobert Matériaux | 10 pts                    |
| 8e                        | Richard Carapaz           | Équateur                  | Ineos Grenadiers                   | 10 pts                    |
| 9e                        | Mark Padun                | Ukraine                   | EF Education-EasyPost              | 10 pts                    |
| 10e                       | Jesús Herrada             | Espagne                   | Cofidis                            | 10 pts                    |

| Classement de la montagne | Classement de la montagne | Classement de la montagne | Classement de la montagne          | Classement de la montagne |
| Coureur                   | Coureur                   | Pays                      | Équipe                             | Points                    |
| ------------------------- | ------------------------- | ------------------------- | ---------------------------------- | ------------------------- |
| 1er                       | Jay Vine                  | Australie                 | Alpecin-Deceuninck                 | 40 pts                    |
| 2e                        | Robert Stannard           | Australie                 | Alpecin-Deceuninck                 | 21 pts                    |
| 3e                        | Marc Soler                | Espagne                   | UAE Team Emirates                  | 20 pts                    |
| 4e                        | Jimmy Janssens            | Belgique                  | Alpecin-Deceuninck                 | 17 pts                    |
| 5e                        | Thibaut Pinot             | France                    | Groupama-FDJ                       | 12 pts                    |
| 6e                        | Rubén Fernández           | Espagne                   | Cofidis                            | 11 pts                    |
| 7e                        | Louis Meintjes            | Afrique du Sud            | Intermarché-Wanty-Gobert Matériaux | 10 pts                    |
| 8e                        | Richard Carapaz           | Équateur                  | Ineos Grenadiers                   | 10 pts                    |
| 9e                        | Mark Padun                | Ukraine                   | EF Education-EasyPost              | 10 pts                    |
| 10e                       | Jesús Herrada             | Espagne                   | Cofidis                            | 10 pts                    |

| Classement du meilleur jeune | Classement du meilleur jeune | Classement du meilleur jeune | Classement du meilleur jeune | Classement du meilleur jeune |
| Coureur                      | Coureur                      | Pays                         | Équipe                       | Temps                        |
| ---------------------------- | ---------------------------- | ---------------------------- | ---------------------------- | ---------------------------- |
| 1er                          | Remco Evenepoel              | Belgique                     | Quick-Step Alpha Vinyl       | 44 h 25 min 09 s             |
| 2e                           | Carlos Rodríguez             | Espagne                      | Ineos Grenadiers             | + 4 min 06 s                 |
| 3e                           | Juan Ayuso                   | Espagne                      | UAE Team Emirates            | + 4 min 53 s                 |
| 4e                           | João Almeida                 | Portugal                     | UAE Team Emirates            | + 7 min 18 s                 |
| 5e                           | Thymen Arensman              | Pays-Bas                     | Team DSM                     | + 9 min 19 s                 |
| 6e                           | Sergio Higuita               | Colombie                     | Bora-Hansgrohe               | + 19 min 26 s                |
| 7e                           | José Félix Parra             | Espagne                      | Equipo Kern Pharma           | + 32 min 11 s                |
| 8e                           | Gino Mäder                   | Suisse                       | Bahrain Victorious           | + 33 min 14 s                |
| 9e                           | Clément Champoussin          | France                       | AG2R Citroën Team            | + 39 min 06 s                |
| 10e                          | Edoardo Zambanini            | Italie                       | Bahrain Victorious           | + 39 min 28 s                |

| Classement du meilleur jeune | Classement du meilleur jeune | Classement du meilleur jeune | Classement du meilleur jeune | Classement du meilleur jeune |
| Coureur                      | Coureur                      | Pays                         | Équipe                       | Temps                        |
| ---------------------------- | ---------------------------- | ---------------------------- | ---------------------------- | ---------------------------- |
| 1er                          | Remco Evenepoel              | Belgique                     | Quick-Step Alpha Vinyl       | 44 h 25 min 09 s             |
| 2e                           | Carlos Rodríguez             | Espagne                      | Ineos Grenadiers             | + 4 min 06 s                 |
| 3e                           | Juan Ayuso                   | Espagne                      | UAE Team Emirates            | + 4 min 53 s                 |
| 4e                           | João Almeida                 | Portugal                     | UAE Team Emirates            | + 7 min 18 s                 |
| 5e                           | Thymen Arensman              | Pays-Bas                     | Team DSM                     | + 9 min 19 s                 |
| 6e                           | Sergio Higuita               | Colombie                     | Bora-Hansgrohe               | + 19 min 26 s                |
| 7e                           | José Félix Parra             | Espagne                      | Equipo Kern Pharma           | + 32 min 11 s                |
| 8e                           | Gino Mäder                   | Suisse                       | Bahrain Victorious           | + 33 min 14 s                |
| 9e                           | Clément Champoussin          | France                       | AG2R Citroën Team            | + 39 min 06 s                |
| 10e                          | Edoardo Zambanini            | Italie                       | Bahrain Victorious           | + 39 min 28 s                |

| Classement par équipes | Classement par équipes             | Classement par équipes | Classement par équipes |
| Équipe                 | Équipe                             | Pays                   | Temps                  |
| ---------------------- | ---------------------------------- | ---------------------- | ---------------------- |
| 1re                    | UAE Team Emirates                  | Émirats arabes unis    | 132 h 27 min 59 s      |
| 2e                     | Ineos Grenadiers                   | Royaume-Uni            | + 6 min 59 s           |
| 3e                     | EF Education-EasyPost              | États-Unis             | + 22 min 33 s          |
| 4e                     | Bora-Hansgrohe                     | Allemagne              | + 23 min 30 s          |
| 5e                     | Intermarché-Wanty-Gobert Matériaux | Belgique               | + 30 min 31 s          |
| 6e                     | Astana Qazaqstan Team              | Kazakhstan             | + 30 min 33 s          |
| 7e                     | Movistar Team                      | Espagne                | + 32 min 21 s          |
| 8e                     | Bahrain Victorious                 | Bahreïn                | + 36 min 56 s          |
| 9e                     | Jumbo-Visma                        | Pays-Bas               | + 51 min 44 s          |
| 10e                    | Burgos-BH                          | Espagne                | + 1 h 17 min 30 s      |

| Classement par équipes | Classement par équipes             | Classement par équipes | Classement par équipes |
| Équipe                 | Équipe                             | Pays                   | Temps                  |
| ---------------------- | ---------------------------------- | ---------------------- | ---------------------- |
| 1re                    | UAE Team Emirates                  | Émirats arabes unis    | 132 h 27 min 59 s      |
| 2e                     | Ineos Grenadiers                   | Royaume-Uni            | + 6 min 59 s           |
| 3e                     | EF Education-EasyPost              | États-Unis             | + 22 min 33 s          |
| 4e                     | Bora-Hansgrohe                     | Allemagne              | + 23 min 30 s          |
| 5e                     | Intermarché-Wanty-Gobert Matériaux | Belgique               | + 30 min 31 s          |
| 6e                     | Astana Qazaqstan Team              | Kazakhstan             | + 30 min 33 s          |
| 7e                     | Movistar Team                      | Espagne                | + 32 min 21 s          |
| 8e                     | Bahrain Victorious                 | Bahreïn                | + 36 min 56 s          |
| 9e                     | Jumbo-Visma                        | Pays-Bas               | + 51 min 44 s          |
| 10e                    | Burgos-BH                          | Espagne                | + 1 h 17 min 30 s      |

## Abandons
Trois coureurs quittent la Vuelta lors de la 12e étape :
- Boy van Poppel (Intermarché-Wanty-Gobert Matériaux) : non-partant, positif au Covid-19[2]
- Santiago Buitrago (Bahrain Victorious) : non-partant, positif au Covid-19[2]
- Callum Scotson (BikeExchange Jayco) : non-partant